# Lobão, Gião, Louredo e Guisande
Lobão, Gião, Louredo e Guisande (llamada oficialmente União das Freguesias de Lobão, Gião, Louredo e Guisande) es una freguesia portuguesa del municipio de Santa Maria da Feira, distrito de Aveiro.

## Historia
Fue creada el 28 de enero de 2013 en aplicación de una resolución de la Asamblea de la República de Portugal promulgada el 16 de enero de 2013 con la unión de las freguesias de Gião, Guisande, Lobão y Louredo, pasando su sede a estar situada en la antigua freguesia de Lobão.

## Demografía
| Gráfica de evolución demográfica de Lobão, Gião, Louredo e Guisande entre 2011 y 2021 |
|                                                                                       |
| Datos según el nomenclátor publicado por el INE portugués.                            |